# 화산성 지진

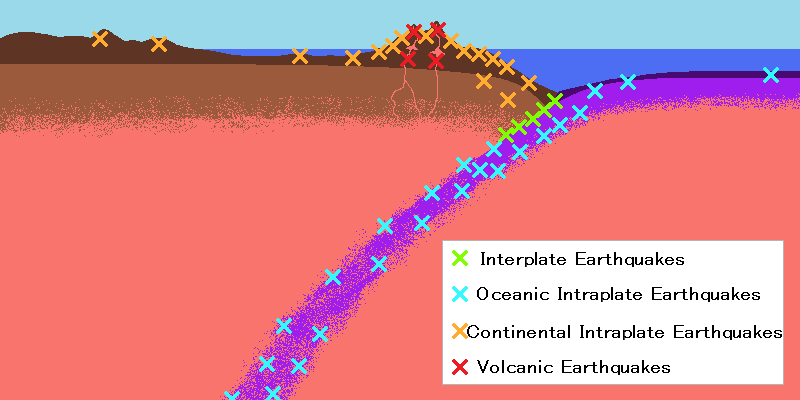
지진의 종류

화산성 지진(火山性地震, 영어: volcano tectonic earthquake)은 지하의 마그마 등이 이동하는 등 화산 활동으로 인해 일어나는 지진을 통칭하는 말이다. 일반적인 지진과는 달리 전진이나 여진 없이 본진만 일어나는 것이 특징이며 전 세계적으로 통일된 정의는 없다.
화산 주변의 지하에는 마그마가 이동하는 통로가 되는 곳이 있다. 이 통로는 비교적 튼튼하여 평소에는 무너지거나 하는 일은 거의 없다. 하지만 마그마가 상승하면 압력이 작용하며 온도도 높아진다. 특히 지상에 가까워질수록 지하 땅 속에 수분이 포함되어 마그마로 가열된 수분이 증발하며 부피가 수천 배로 증가하고 압력도 급격히 높아진다. 이러면 압력을 견디지 못한 마그마 통로는 암반이 갈라지며 지진이 일어나게 된다. 또한 마그마로 인해 압력이 높아진 후 마그마가 통과한 후 압력이 급격하게 낮아지면 눌러있던 암반이 무너지는데 이 때도 지진이 일어난다. 암맥 생성과도 관련이 있으며 일부 화산성 지진의 경우에는 군발지진처럼 꾸준히 여러 번 지진이 일어나기도 한다. 대표적으로 캐나다 브리티시컬럼비아주에서 일어난 2007-2008년 나즈코 군발지진이 이에 해당한다.
일본 기상청에서는 화산성지진은 화산에 따라서 서로 다르게 적용하여 정의한다. 예를 들어, 아소산에서는 아소산의 화산성지진을 "화산 근처에서 일어나는 진원 깊이 10km 이하의 지진으로 규정하고 있다.
마그마의 이동은 화산 분화와는 상관 없이 일어나기는 하나, 화산 폭발 직전인 경우일 수도 있다. 따라서 화산성 지진과 화산 분화와의 관계를 연구하고 이를 통해 화산 분화 예측에 이용하기도 한다.